# Anton Burdasow
Anton Wiktorowicz Burdasow (ros. Антон Викторович Бурдасов; ur. 9 maja 1991 w Czelabińsku) – rosyjski hokeista.

## Kariera
- Traktor 2 Czelabińsk (2007-2009)
- Biełyje Miedwiedi Czelabińsk (2009-2011)
- Traktor Czelabińsk (2009-2012)
- SKA Sankt Petersburg (2013-2015)
- Awangard Omsk (2015-2017)
- CSKA Moskwa (2017)
- Saławat Jułajew Ufa (2017-2019)
- SKA Sankt Petersburg (2019-)

Wychowanek Mieczeła Czelabińsk. Od czerwca 2013 zawodnik SKA Sankt Petersburg, związany trzyletnim kontraktem. Od grudnia 2015 zawodnik Awangardu Omsk. Od maja 2017 zawodnik CSKA Moskwa. Od 2017 zawodnik Saławatu Jułajew Ufa. W październiku 2019 ponownie został zawodnikiem SKA.
W składzie reprezentacji Rosyjskiego Komitetu Olimpijskiego (ang. ROC) brał udział w turnieju MŚ edycji 2021.

## Sukcesy
Reprezentacyjne
- Złoty medal mistrzostw świata juniorów do lat 20: 2011

Klubowe
- Pierwsze miejsce w Dywizji Bobrowa w sezonie regularnym: 2013 ze SKA Sankt Petersburg
- Pierwsze miejsce w Konferencji Zachód w sezonie regularnym: 2013 ze SKA Sankt Petersburg
- Puchar Kontynentu: 2013 ze SKA Sankt Petersburg
- Brązowy medal mistrzostw Rosji: 2013 ze SKA Sankt Petersburg
- Złoty medal mistrzostw Rosji: 2015 ze SKA Sankt Petersburg
- Puchar Gagarina – mistrzostwo KHL: 2015 ze SKA Sankt Petersburg

Indywidualne
- KHL (2018/2019): pierwsze miejsce w klasyfikacji minut kar w sezonie zasadniczym: 114
- KHL (2021/2022): czwarte miejsce w klasyfikacji strzelców w sezonie zasadniczym: 23 gole
- KHL (2023/2024): pierwsze miejsce w klasyfikacji strzelców zwycięskich goli meczowych w sezonie zasadniczym: 8